# Molinello (Casaloldo)
Molinello è una frazione del comune di Casaloldo, in provincia di Mantova, distante 2 km dal capoluogo e a sud-est di esso. Si articola nei due nuclei di Molinello Sotto e Molinello Sopra.

## Storia
La strada Negrisoli-Pistoni, che collega la frazione Molinello a Piubega, può essere identificata come un relitto della centuriazione romana che nel I secolo a.C. interessò il Mantovano; secondo alcuni questa strada avrebbe rappresentato il decumano massimo, che insieme al cardine massimo costituiva uno dei due assi fondamentali di orientamento della centuriazione. La strada nel suo tratto più occidentale arriva proprio alla località Molinello Sopra o Pistoni di Casaloldo, e continua in territorio di Piubega fino alla Corte Tosini per arrivare poi, con qualche interruzione, fino alla Via Postumia a Gazoldo degli Ippoliti.
Della località Molinello si ha testimonianza a partire dal 1574; all'epoca era la frazione più popolata del paese, con 22 famiglie e 124 abitanti.
Ancora nel 1902 si ha notizia della divisione del territorio parrocchiale di Casaloldo nelle frazioni di San Vito, Molinello, Sant'Antonio, Travagliati.

## Monumenti e luoghi d'interesse

### Mulino

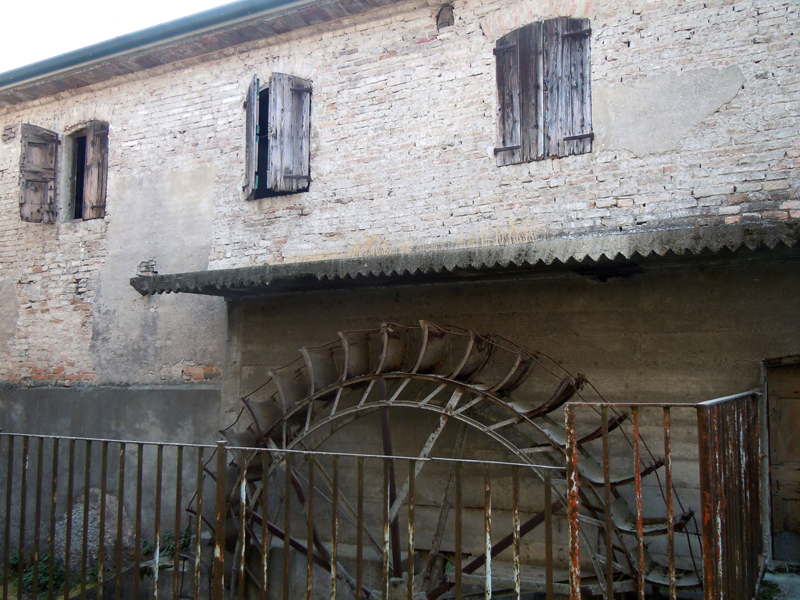
Il mulino

In località Molinello Sotto è ancora presente e intatto, anche se non più funzionante, il mulino sul torrente Tartaro, attivo fino agli anni settanta dello scorso secolo, e da cui prende il nome la frazione.

### Chiesa di San Luigi Gonzaga
La chiesetta, in muratura, fu eretta in onore di San Luigi Gonzaga dalle nipoti Cinzia, Olimpia, Gridonia nel 1645, fondatrici dell'istituto delle Vergini di Gesù di Castiglione delle Stiviere, che abitarono frequentemente nel palazzo annesso, insieme con altre religiose.

### Palazzo di corte Molinello

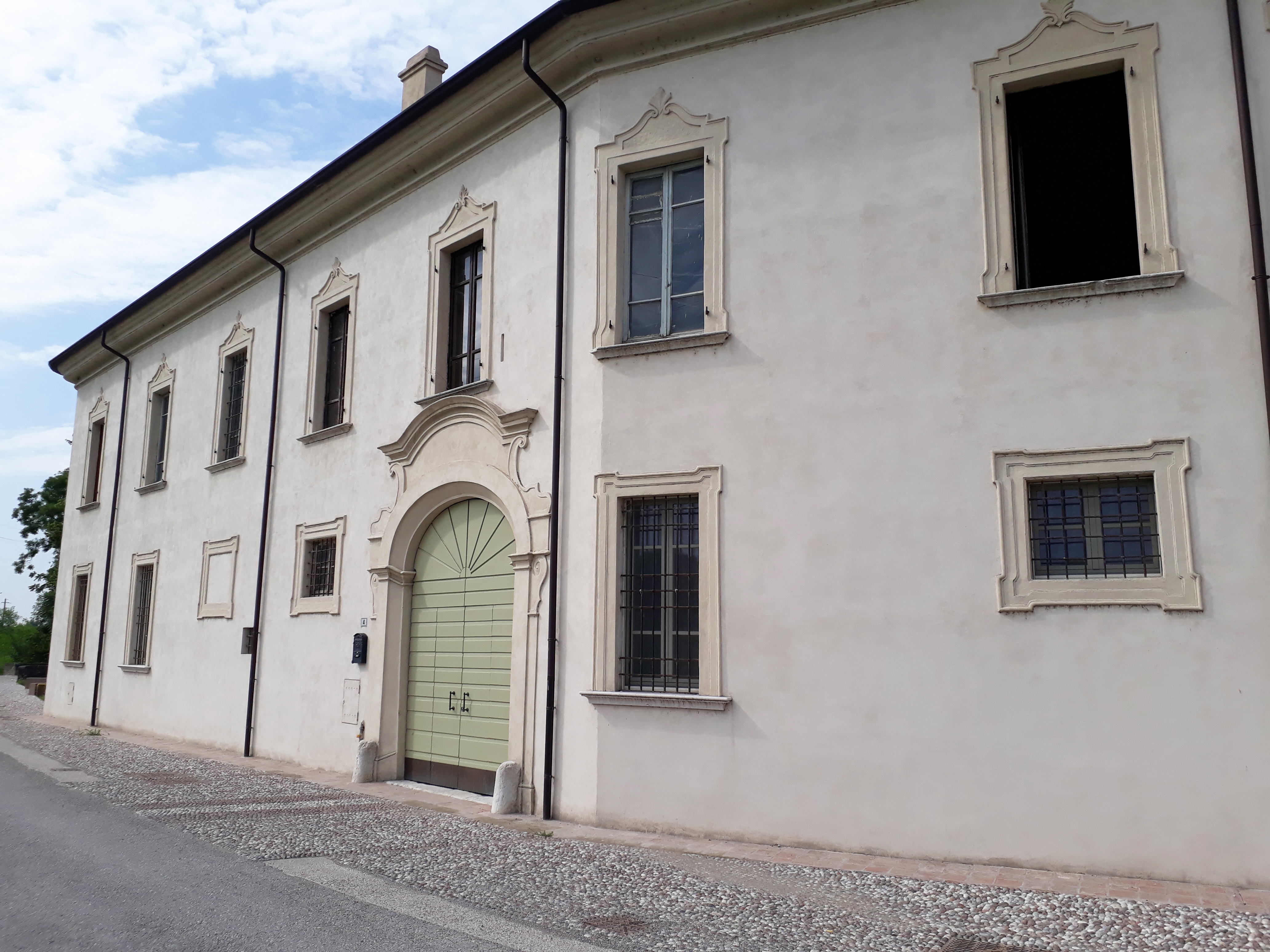
Casaloldo, Palazzo Aliprandi a Molinello

La chiesetta di San Luigi Gonzaga era la cappella palatina annessa al palazzo padronale di origini gonzaghesche, di proprietà di Giovanni Antonio Aliprandi. Esso, pur deturpato dal tempo, attrae ancora per la sua sobria eleganza: la facciata è stata rimaneggiata nel tardo XIX secolo.
La chiesa e il palazzo annesso sono le uniche costruzioni superstiti di quello che nel 1645 era divenuto un convento, funzionante fino ai primi anni dello scorso secolo. L'oratorio era anche dotato di una galleria che consentiva alle religiose che abitavano il palazzo di assistere alla messa senza uscire all'esterno.

## Società

### Tradizioni e folclore
La sagra in onore di San Luigi Gonzaga si celebra a Molinello il primo lunedì di agosto, quando la statua del santo viene portata in processione in mezzo ai campi.
Solo in questa e in poche altre occasioni la chiesa, in buono stato di conservazione in quanto all'interno restaurata da non molto, viene aperta al pubblico.

## Infrastrutture e trasporti
Molinello è attraversata dalla strada provinciale 1.
Il servizio di collegamento con Mantova è costituito da autocorse svolte dall'APAM; in passato, fra il 1886 e il 1933, era attiva una stazione lungo la tranvia Mantova-Asola.